# 井原高忠
井原 高忠（いはら たかただ、1929年〈昭和4年〉6月6日 - 2014年〈平成26年〉9月14日）は、日本のテレビプロデューサー。
日本テレビのプロデューサーとして知られ、同局で制作局次長、第一制作局長を歴任後、井原高忠事務所を設立し取締役を務めた。
ザ・ピーナッツやとんねるずのユニット名の考案者としても知られる。

## 略歴

### 日本テレビ入社まで
東京府北豊島郡滝野川町王子（現在の東京都北区王子）にて、本村町三井家（三井財閥のオーナー一族）の分家に生まれ、世田谷区の1000坪の邸宅に育つ。父の高親は本村町家初代当主である高明の次男で、分家した際に途絶えていた一門の井原家を再興した。母方曽祖父に子爵鳥尾小弥太がいる。後に同じくバンドマンとなる鳥尾敬孝とは従兄弟の関係。
戦前戦後を通じてアメリカ映画に熱中し、フレッド・アステアのタップ映画や、ローレル&ハーディの喜劇映画などから影響を受けた。旧制学習院中等科在学中に成績不良で落第し、5年生を2度経験。旧制学習院高等科在学中、学制改革に遭遇。1949年（昭和24年）、新制学習院大学の入試に失敗して1年間浪人生活を送っていた時、鳥尾敬孝や黒田美治と共にウェスタンバンド「チャックワゴン・ボーイズ」を結成し、ベース奏者として活躍。その浪人後、慶應義塾大学文学部に補欠入学。学業の傍らベース奏者として駐留軍キャンプなどを廻る。チャックワゴンボーイズは後に「ワゴンマスターズ」に発展的解消をし、ここで後にホリプロを創業する堀威夫や、小坂一也らと出会う。
朝日新聞社社主の村山龍平を筆頭とする村山家の親類という縁により、1953年（昭和28年）6月、開局準備中の日本テレビ音楽部でアルバイトをする。

### 日本テレビ在職時代
1954年、日本テレビに第1期 社員として入社。同期に金原二郎がいる。1956年、ワゴンマスターズの後輩だった堀の紹介で秋元近史を日本テレビに入社させ、ADとして使う。
1958年、草笛光子をメインに据えた音楽バラエティ番組『光子の窓』で演出を手掛ける。放送作家として永六輔を起用。番組は大成功を収めた。
1959年2月、日本人の海外渡航が困難だった時期に、NBCのスペシャル番組『ジャパン・スペクタクル』のスタッフとして渡米。ロサンゼルスとニューヨークを廻り、NBCの『ペリー・コモ・ショー』、CBSの『エド・サリヴァン・ショー』といったテレビ番組の制作現場を見学。アメリカのテレビ局からバラエティ番組制作のノウハウを持ち帰り、これを日本のテレビ番組で実践。日本におけるバラエティ番組の草分けとなった。
帰国後、渡辺プロダクション（ナベプロ）創業者の渡辺晋から、当時18歳だった伊藤日出代・月子姉妹を紹介され、「エミ・ユミ」の芸名と「ザ・ピーナッツ」のグループ名を付ける。
1960年10月30日放送の『光子の窓』では、番組として初のカラー制作（カラーVTR使用）とした「イグアノドンの卵」を制作。テレビの可能性と危険性に対する警鐘を鳴らすとともに、その色彩効果に対する芸術性の高さが認められ、第15回文部省芸術祭奨励賞を受賞する。しかし、作家だった永が60年安保前後から反政府デモに熱中して台本の締切を守らなかったため、井原は永を番組から外し、日本テレビ全体からも出入り禁止処分とする。これによって一社提供していた資生堂の心象が悪くなり、同年12月、『光子の窓』は打ち切られた。永の後任として『スタジオNo.1』や『シャボン玉ホリデー』などを担当した作家陣からは、小林信彦や井上ひさしらを輩出した。
1961年6月から開始した『シャボン玉』ではザ・ピーナッツがメイン司会に起用されるが、ザ・ピーナッツはもちろんクレージーキャッツなど出演者の大半がナベプロ所属ということもあり、「ナベプロ帝国」とまで言われた渡辺の経営方針を既に嫌い始めていた井原は関与せず、秋元がプロデュースを担当した。元来、日本テレビ制作局音楽班はナベプロに近い人物が多く、ナベプロ以外の事務所に所属するタレントの番組を専ら担当した井原は『シャボン玉』が高視聴率を取り続けた1960年代を通じて、社内で孤立していた。その過程で劇団新派出身の水谷良重の冠番組『あなたとよしえ』、マナセプロダクションに所属していた坂本九の冠番組『九ちゃん!』『イチ・ニのキュー!』などを手がける。1963年、『夜をあなたに』でラジオ・テレビ記者会賞を受賞。
1965年、『11PM』を企画。不毛の時間帯であった深夜帯を開拓した。初期の11PMは報道局所管となり、時事解説を中心とする内容だったため、視聴率は低迷した。番組の構成作家を務めていた大橋巨泉が「何なら俺が変えてやる」と出演を自ら希望して、井原はこれを受け入れ、報道局を説得して、番組をリニューアルした。番組はブレイクして、井原退職後の1990年まで日本のテレビ界を代表する深夜番組として、25年に渡って放送した。
1969年、巨泉と前田武彦による『巨泉×前武ゲバゲバ90分!』をプロデュースした。
1971年10月改編で開始した『スター誕生!』は阿久悠から出された企画書に対して、井原はホリプロダクションの経営を軌道に乗せていた堀らを誘って具体化させ、プロデューサーに後輩の池田文雄を据えて実行に移す。ナベプロは1973年（昭和48年）4月改編で『紅白歌のベストテン』と同じ時間帯に、自社主導の『スター・オン・ステージ あなたならOK!』（NETテレビ）をぶつける。渡辺は『あなたならOK』を成功させるために『紅白歌のベストテン』の放送時間変更。または打ち切りを要求して、井原はこれを認めず、両者の関係は決裂。ナベプロは自社の所属タレントを『紅白歌のベストテン』『スター誕生』など井原が関与した日本テレビ制作番組に出演させないという強硬手段に出る。『あなたならOK』の視聴率は低迷。レギュラー番組としては半年で打ち切りとなった。
この影響で、金曜22時台の放送が予定されていた日本テレビとナベプロ共同制作のバラエティ番組が白紙撤回となり枠を埋めるべく、ホリプロや田辺エージェンシー所属のタレントを投入して開始したのが『金曜10時!うわさのチャンネル!!』で、井原は同番組で「制作」（現在のチーフプロデューサーに相当）とクレジットされた。番組が1979年に打ち切られた際は堀が和田アキ子の降板を強引に申し入れたため、和田は日本テレビから一時 出入り禁止になるというトラブルがあった。
1973年3月、制作局次長に昇進。1974年に入ると、『スチャラカ社員』や『てなもんや三度笠』などを手掛けた、朝日放送（ABC）プロデューサーの澤田隆治が社内で干されているという話を聞き、東京に誘う。澤田は番組制作会社『東阪企画』を設立して社長に就くが、井原も発起人として優先的に仕事を発注するなど、澤田と東阪企画を支援した。
1978年6月、第一制作局長に昇進。『11PM』で苦楽を共にした都築忠彦が同番組で放送していた「世界の福祉特集」を土台にし、長時間番組化した企画である『24時間テレビ 「愛は地球を救う」』を実行に移し、成功を収めたことから、現在も年1回の特別番組として放送している。

### 日本テレビ退職・渡米
井原は「50歳になったら会社を辞める」と公言していたこともあり、1980年6月6日、自身の51歳の誕生日に胆石の手術を理由にして、日本テレビを退社。同年7月1日、赤坂プリンスホテルで『井原高忠 フェアウェル・パーティ』を開催。以後はハワイ州ホノルルの自宅マンションと東京を往復。レビューの演出など、フリーの立場で活動。
1985年、アメリカ合衆国の永住権を得て、ホノルルに定住。地元ラジオ局のKOHOで番組制作の顧問として活動。1990年、アメリカの市民権を取得、米国籍となる。1992年（平成4年）、日テレの系列局である静岡第一テレビのハワイ現地法人 SDTの社長に就任。
20代でパイプカットの手術を受けており、自身には子供がいなかったがハワイに移住後、孤児院の18歳のフィリピン人少女を養子縁組して育てていた。2006年に養女が結婚して、アメリカ本土に移ったため、ジョージア州アトランタ郊外に移住した。
2014年9月14日、心臓の病気により、アトランタの病院で死去。85歳没。
井原の手がけた番組は団塊の世代から絶大な支持を受けていたが、晩年の井原は著書の中で団塊の世代について「馬鹿な教育を受けた最初の世代」と主張している。
とんねるずの石橋貴明によれば、井原の話し口調は「そうざんすね」など「ちょっと “ざーます” 言葉な人」だったと回想している。

## 手がけた番組
- 『光子の窓』(ディレクター)
- 『スタジオNo.1』(プロデューサー）
- 『あなたとよしえ』(プロデューサー）
- 『九ちゃん!』(プロデューサー）
- 『みんなで当てよう ゴールデン・ショット』（プロデューサー。ただし低視聴率のため、1か月足らずで『大爆発!ダイナマイトサウンズ』に内容変更）
- 『巨泉×前武ゲバゲバ90分!』(プロデューサー）
- 『11PM』(企画）
- 『スター誕生!』(企画）
- 『カリキュラマシーン』(企画）
- 『金曜10時!うわさのチャンネル!!』（制作）
- 『24時間テレビ 「愛は地球を救う」』（総指揮。1978年の第1回のみ担当）

## 著書
- 『元祖テレビ屋大奮戦!』文藝春秋、1983年10月20日。ISBN 978-4163384108。NDLJP:12275875。
- 元祖テレビ屋ゲバゲバ哲学 （取材・構成 - 恩田泰子、愛育社  2009.6）ISBN 978-4750003573

## 関連人物
- 大橋巨泉
- 前田武彦
- 朝丘雪路
- 松岡きっこ
- コント55号
  - 坂上二郎
  - 萩本欽一
- ザ・ピーナッツ
- 岡崎友紀 - ゲバゲバ90分、カリキュラマシーンに起用。ハワイに移住した際は岡崎が所有していた別荘に住んでいた
- とんねるず
- 佐藤孝吉
- 都築忠彦
- 齋藤太朗
- 神戸文彦
- 居作昌果 - 元・TBSプロデューサー。同時代に共に巨泉司会の番組（『お笑い頭の体操』『クイズダービー』等）をヒットさせた。
- 横澤彪 - 元・フジテレビプロデューサー。『11PM』など、井原が手掛けた多くの番組を『オレたちひょうきん族』のパロディで採用した。
- 皇達也 - 元・テレビ朝日プロデューサー。『欽ちゃんのどこまでやるの!』をヒットさせた。
- 小池百合子-小池を当時としては異例だったフリーアナウンサーの立場で番組のアシスタントに抜擢した。

### その他
井原と交流があった作家小林信彦の小説「オヨヨ大統領シリーズ」では、井原と細野邦彦とをモデルとした「ジャパンテレビの辣腕プロデューサー　細井忠邦」が登場している。
井原は細井の名前でのモデルではあるが、キャラクターに井原の要素はほぼ無く、細野側の人物像が使われている。